# Гуанозинмонофосфат

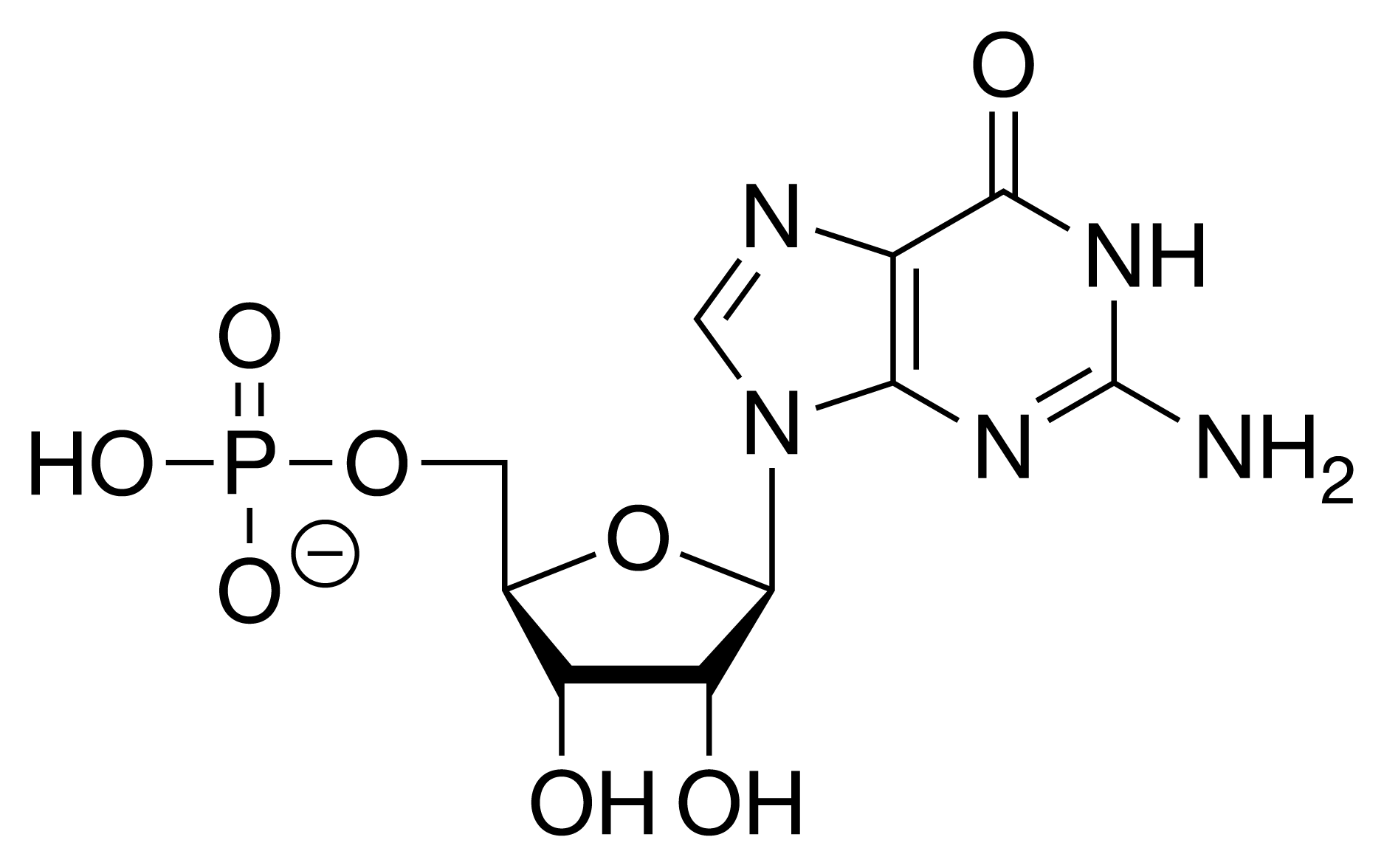
Гуанозинмонофосфат

Гуанозинмонофосфат, GMP, ГМФ, 5'-гуанидиловая кислота — нуклеотид, входящий в состав РНК. Это эфир фосфорной кислоты и гуанозинового нуклеозида. GMP состоит из фосфатной группы, сахара рибозы и азотистого основания гуанина.

## Пищевая добавка
Гуанозинмонофосфат в форме его солей, таких, как гуанилат натрия (E627), гуанилат калия (E628) и гуанилат кальция (E629), являются пищевыми добавками и используются как усилители вкуса. Ввиду относительной дороговизны, никогда не применяется без глутамината.